# The Honeydrippers
The Honeydrippers fue una banda de rock inglesa de los años 80, formada por el exvocalista de Led Zeppelin, Robert Plant.
Acompañando a Plant, estaban Jimmy Page, también antiguo miembro de Led Zeppelin, Jeff Beck, antiguo compañero de Jimmy en The Yardbirds y otros amigos y conocidos de la industria de la música.
La banda produjo un único EP de cinco canciones, editado el 12 de noviembre de 1984, llamado The Honeydrippers: Volume One.
The Honeydrippers estuvo un tiempo entre los mejores 10, con la canción de Phil Phillips "Sea of Love", y también tuvieron otra canción entre los mejores 30, "Rockin' at Midnight".
La banda apareció en el programa Saturday Night Live el 15 de diciembre de 1984, interpretando "Rockin' at Midnight" y "Santa Claus is Back in Town".

## Integrantes
Alineación original (1981)
- Robert Plant - voz
- Andy Silvester - guitarra
- Kevin O'Neill - batería
- Ricky Cool - armónica
- Jim Hickman - bajo
- Keith Evans - saxofón
- Wayne Terry - bajo
- Robbie Blunt - guitarra

Alineación para The Honeydrippers: Volume One (1984)
- Robert Plant - voz
- Jimmy Page - guitarras
- Jeff Beck - guitarras
- Paul Shaffer - teclado electrónico
- Nile Rodgers - guitarra, coproductor
- Wayne Pedziwiatr - bajo
- Dave Weckl - batería
- Brian Setzer - guitarra (aparición especial)
- Keith (Bev) Smith - batería[1]

## Discografía
- The Honeydrippers: Volume One (EP) (1984) US #4 UK #56[2]